# Chiesa dell'Ausiliatrice
La chiesa dell′Ausiliatrice è la chiesa cimiteriale di Novaledo, in Trentino. Fa parte della parrocchia di Sant'Agostino, rientra nella zona pastorale Valsugana - Primiero dell'arcidiocesi di Trento e risale al XVI secolo.

## Storia

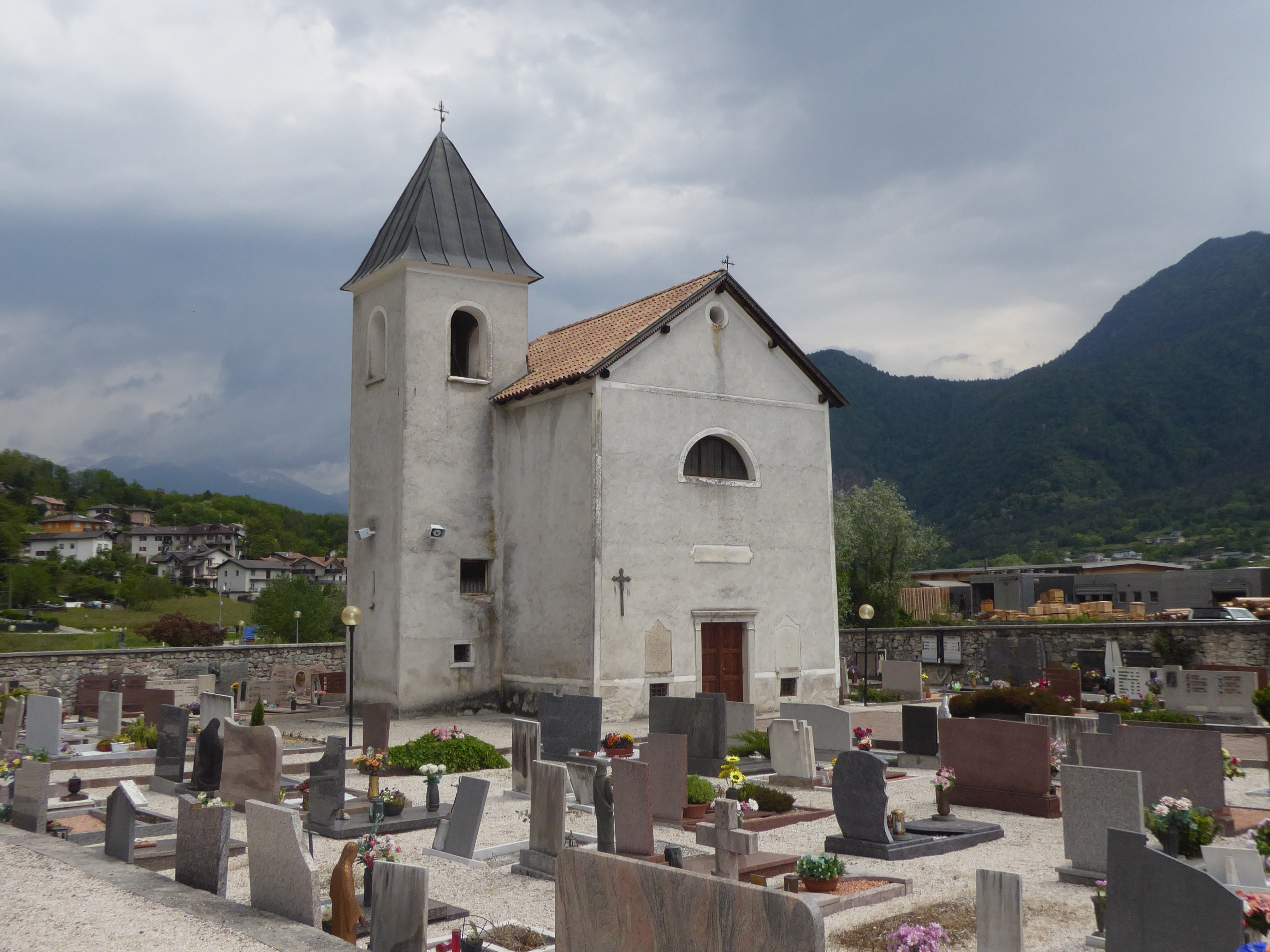
Novaledo, chiesa dell'Ausiliatrice e cimitero della comunità

Dove in tempi moderni è stata costruita la chiesa cimiteriale dedicata a Maria Ausiliatrice, o su un sito poco lontano, in passato esisteva una chiesetta dedicata a San Daniele. Tale piccolo edificio venne demolito perché ormai fatiscente dopo il 1737. Molto prima che venisse abbattuto fu oggetto nel 1585 di una visita pastorale del vescovo di Feltre Giacomo Rovellio.
Attorno al 1723 o in tempi di poco successivi la nuova chiesa venne eretta e benedetta. Sotto l'aspetto della giurisdizione ecclesiastica la chiesa, nel 1786, entrò a far parte della diocesi di Trento lasciando quella di Feltre.
Giovanni Nepomuceno de Tschiderer, vescovo di Trento, benedisse la chiesa nel 1848.
Durante la prima guerra mondiale l'edificio venne danneggiato e, nel 1919, fu oggetto di interventi per restituirlo alla comunità nelle condizioni precedenti e intanto venne riparato anche la torre campanaria.
La stessa situazione si ripeté dopo il secondo conflitto mondiale, quando la chiesa venne restaurata e venne arricchita di un rivestimento in marmo nella parte presbiteriale, ebbe un nuovo altare e furono installate vetrate nuove in sostituzione delle precedenti. 
Un ultimo ciclo di restauri è stato programmato nel 1978.
Entro gli anni ottanta venne realizzato l'adeguamento liturgico con la sistemazione nel presbiterio della mensa rivolta al popolo davanti all'altare maggiore storico.

## Descrizione

### Esterni
Il luogo di culto posto nell'area cimiteriale di Novaledo si trova nella zona occidentale dell'abitato lungo la via Principale che attraversa il paese e mostra orientamento verso nord-est. La facciata a capanna con due spioventi è semplice, col portale architravato sormontato in asse dalla finestra a lunetta. La torre campanaria di struttura solida e tozza si alza sulla sinistra in posizione arretrata e la sua cella si apre con quattro grandi finestre a monofora.

### Interni
La navata interna è con volta a botte. Il presbiterio è leggermente elevato.